# Andragatio
Andragatio (muerto en 388) fue un general romano y hombre de confianza de Magno Clemente Máximo. Participó activamente en la eliminación de Graciano en 383. Durante la guerra entre Máximo y Teodosio (388) mandó la flota del primero con la misión de inteceptar a Valentiniano II, que intetaba regresar a Italia y frenar un posible desembarco teodosiano en el sur de Italia. Al no producirse este, y tras conocer la noticia de la derrota de Máximo en agosto de 388, se suicidó arrojándose al mar.